# Lepturges callinus
Lepturges callinus là một loài bọ cánh cứng trong họ Cerambycidae.